# Burgus

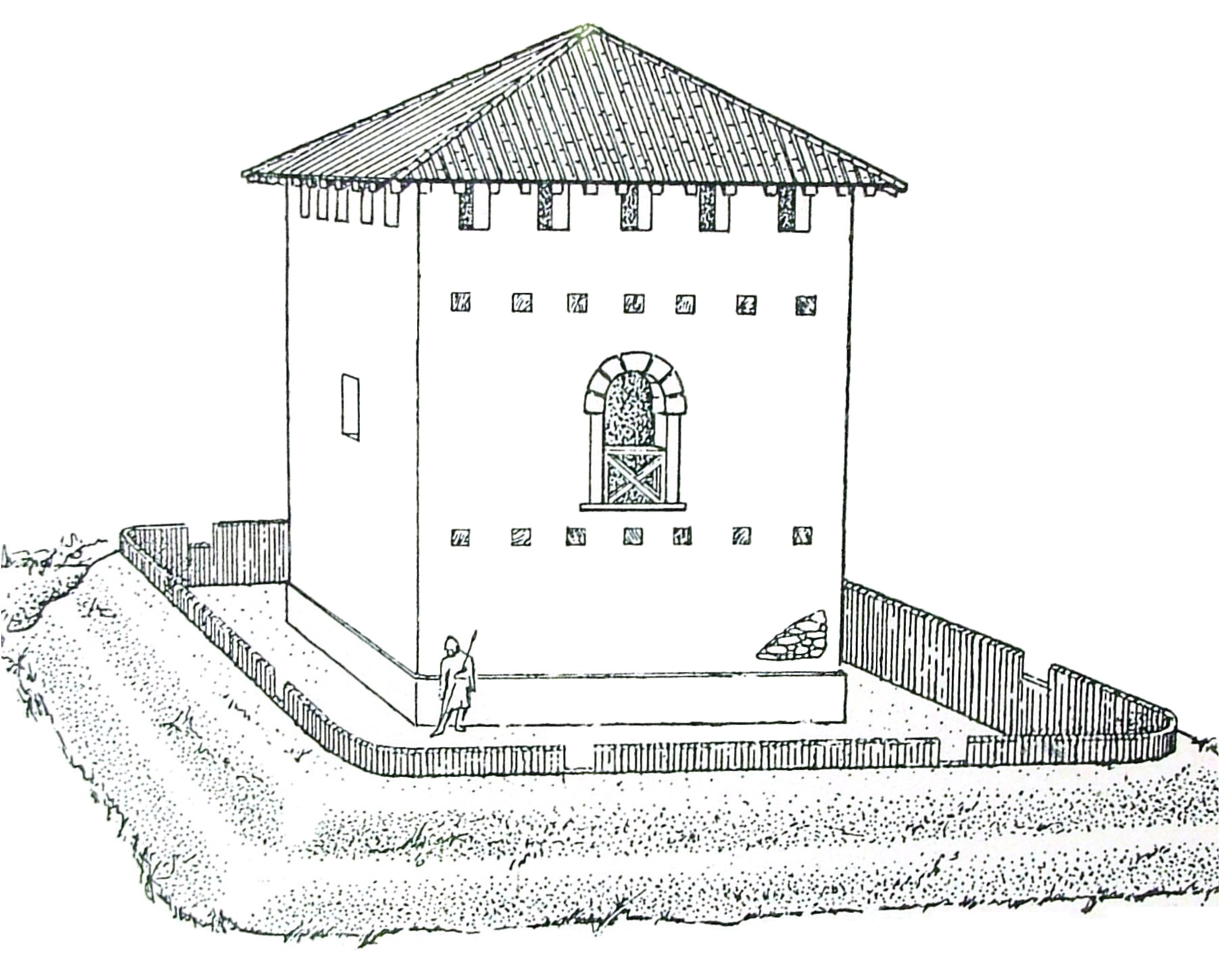
Der Burgus von Ahegg (D)
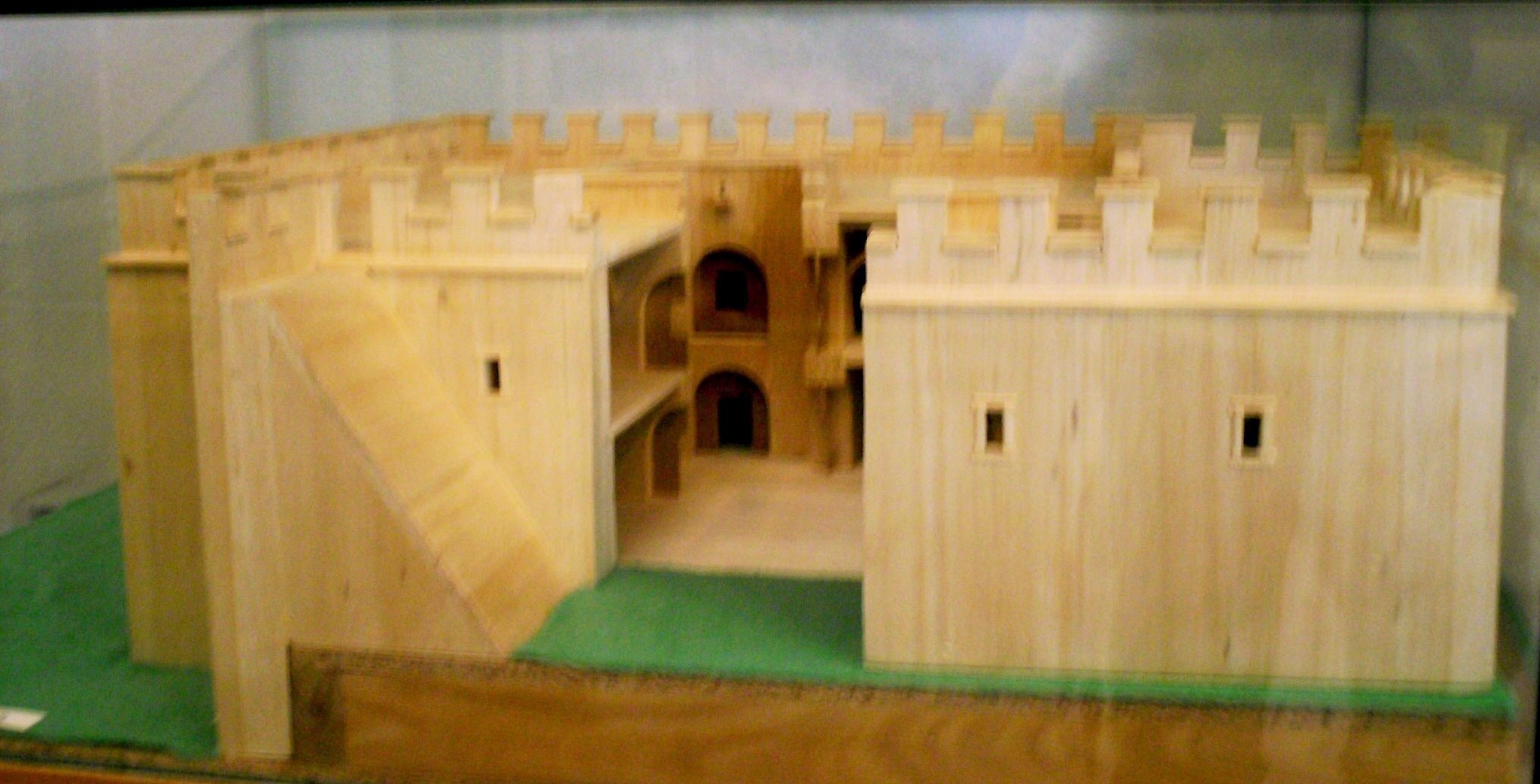
Rekonstruktionsmodell (aufgeschnitten) des Burgus oder Restkastells von Zeiselmauer (A), Ansicht von Süd (Römermuseum Tulln)
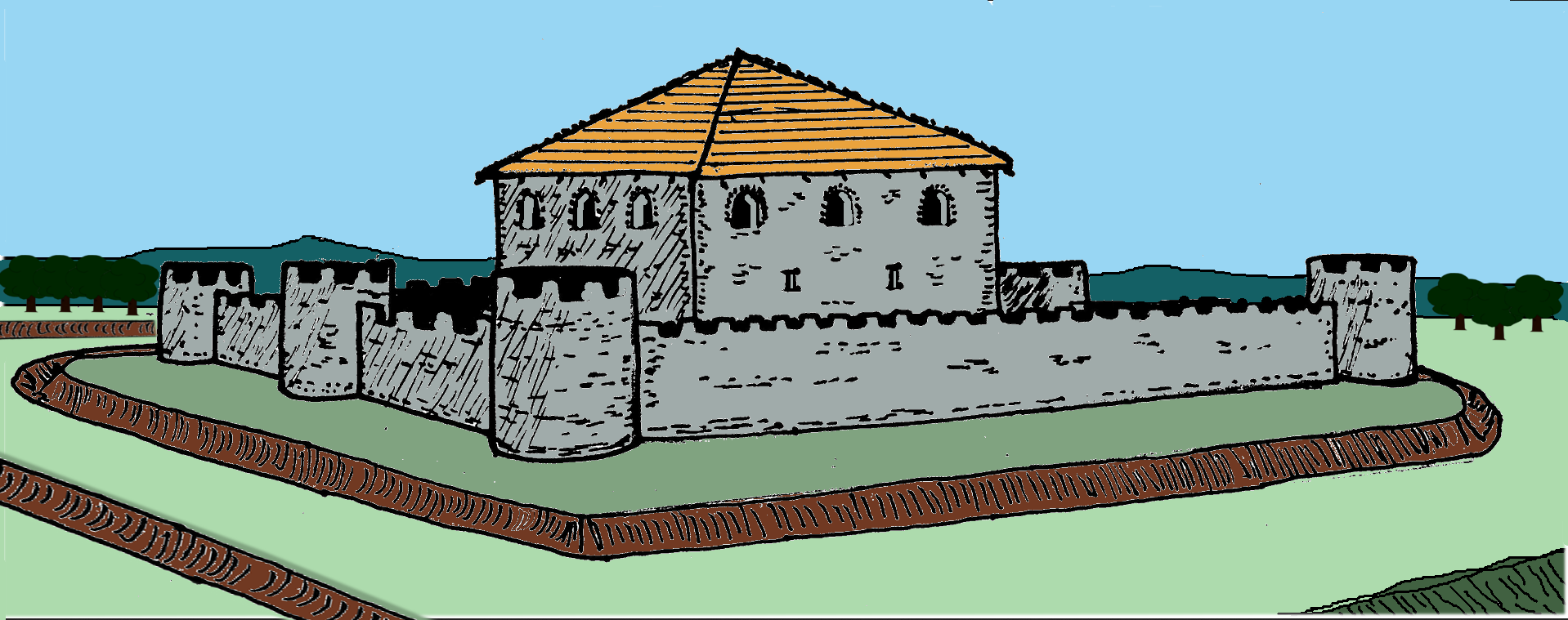
Rekonstruktionsversuch des spätrömischen Burgus von Goch-Asperden (D), Kernwerk mit Außenmauern, Zwischentürmen und Graben
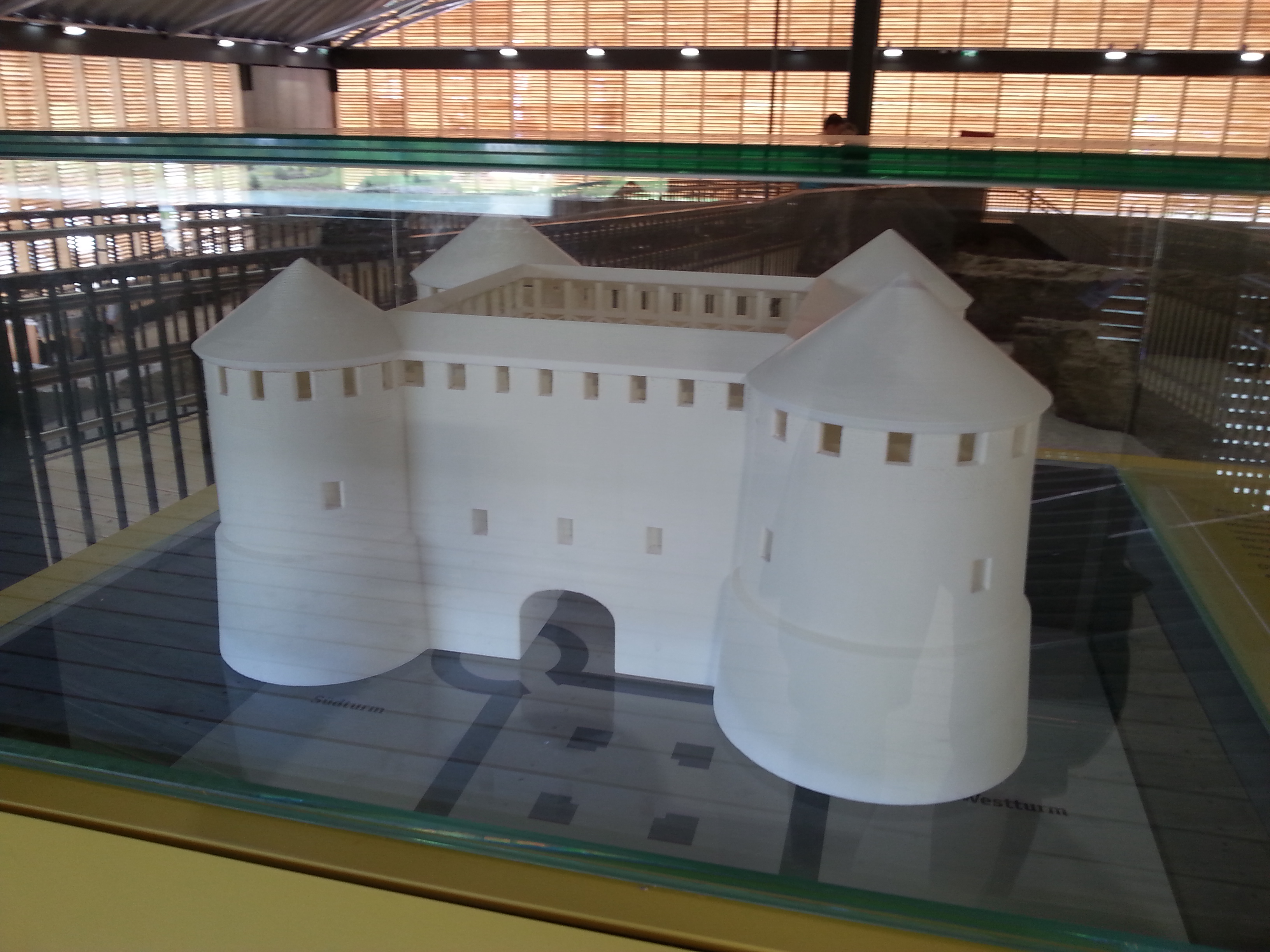
Quadriburgus von Oberranna (A), Kernwerk mit vier Ecktürmen
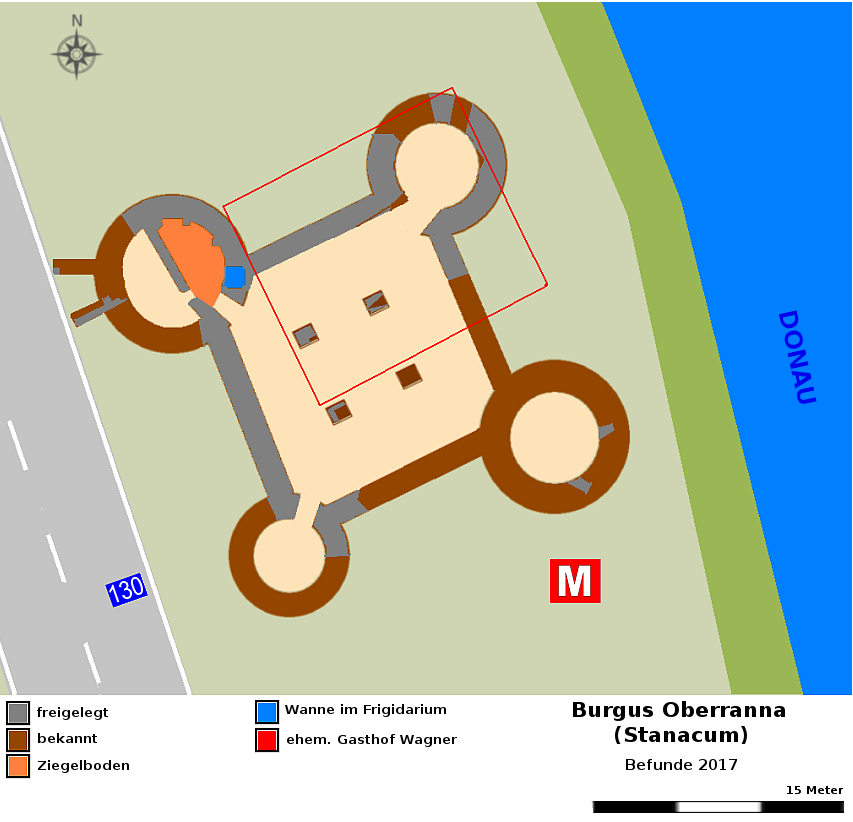
Grundriss des Quadriburgus von Oberranna
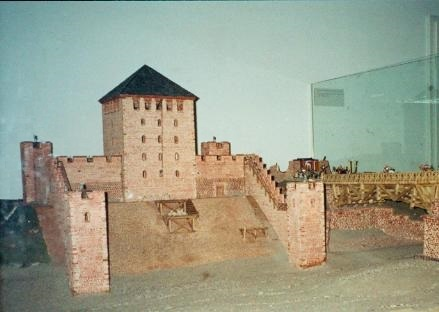
Rekonstruktionsmodell des Ländeburgus von Ladenburg (D), die Brücke ist archäologisch nicht nachgewiesen
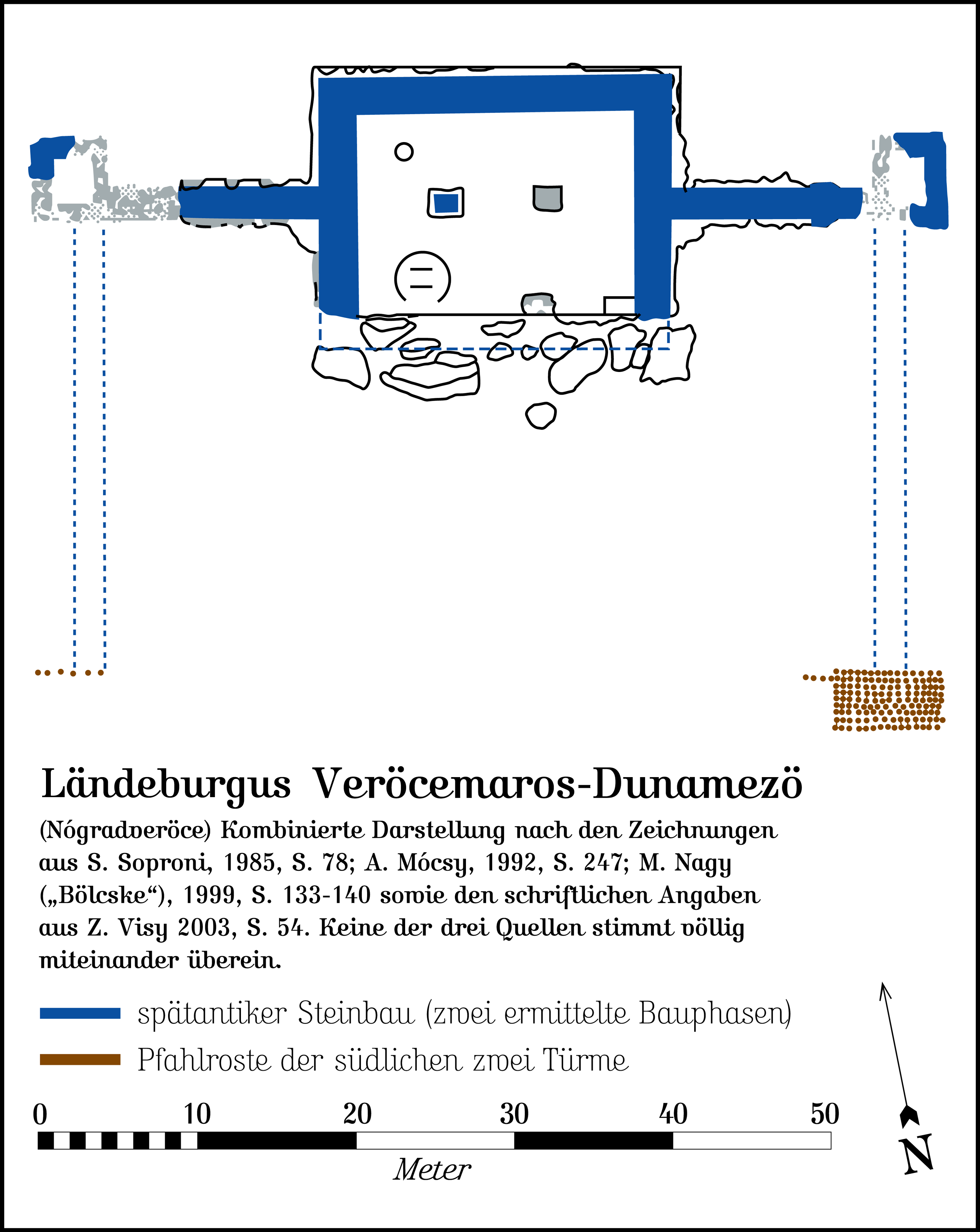
Grundriss des Ländeburgus von Veröcemaros-Dunamezö (HU)
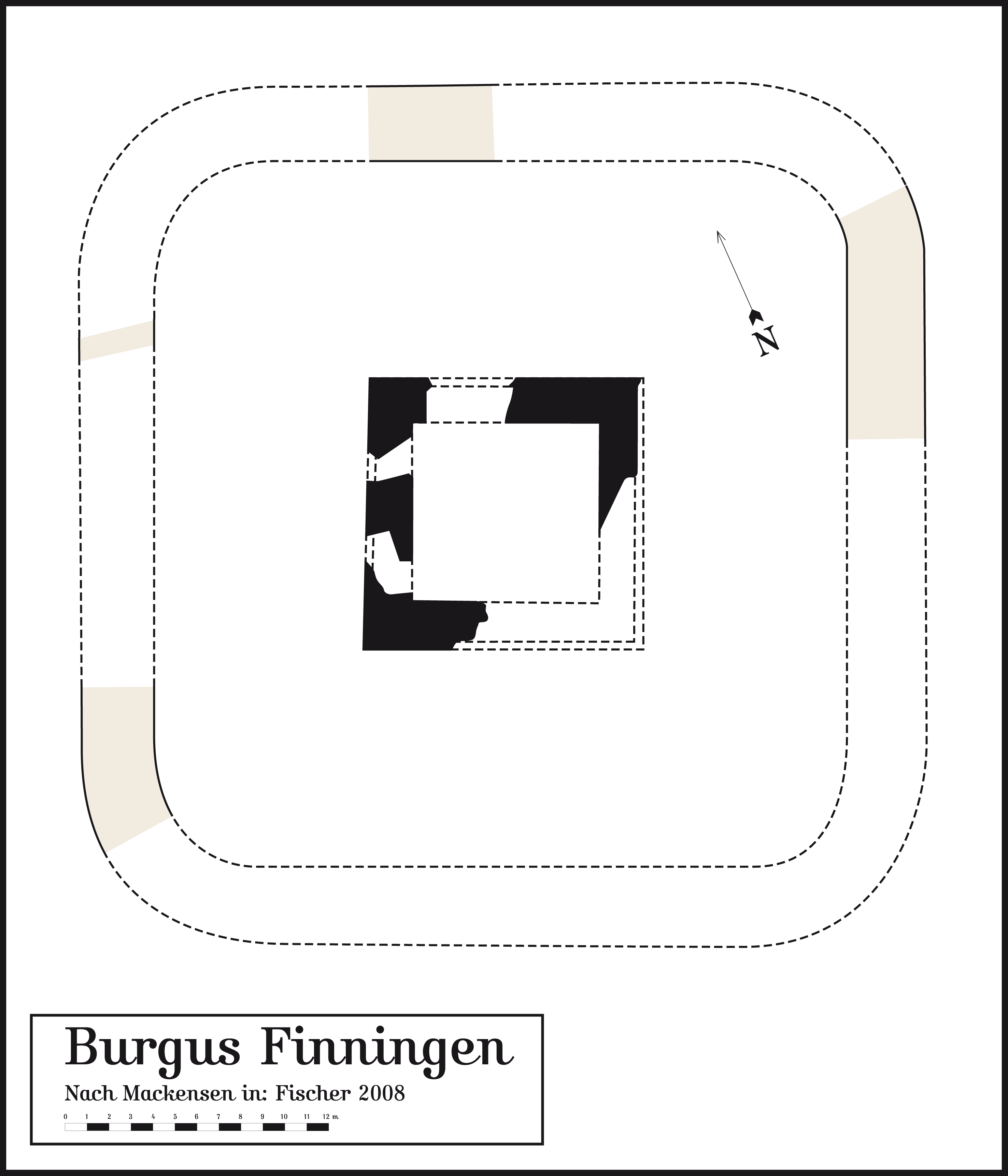
Grundriss Burgus von Finningen (D) nach den Forschungen von Michael Mackensen 1985
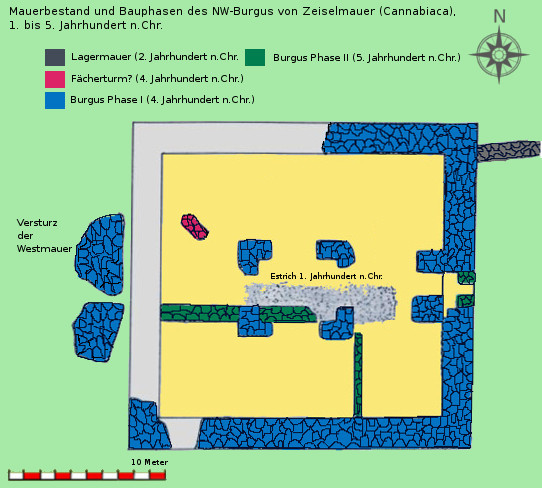
Grundriss Burgus oder Restkastell von Zeiselmauer (A)
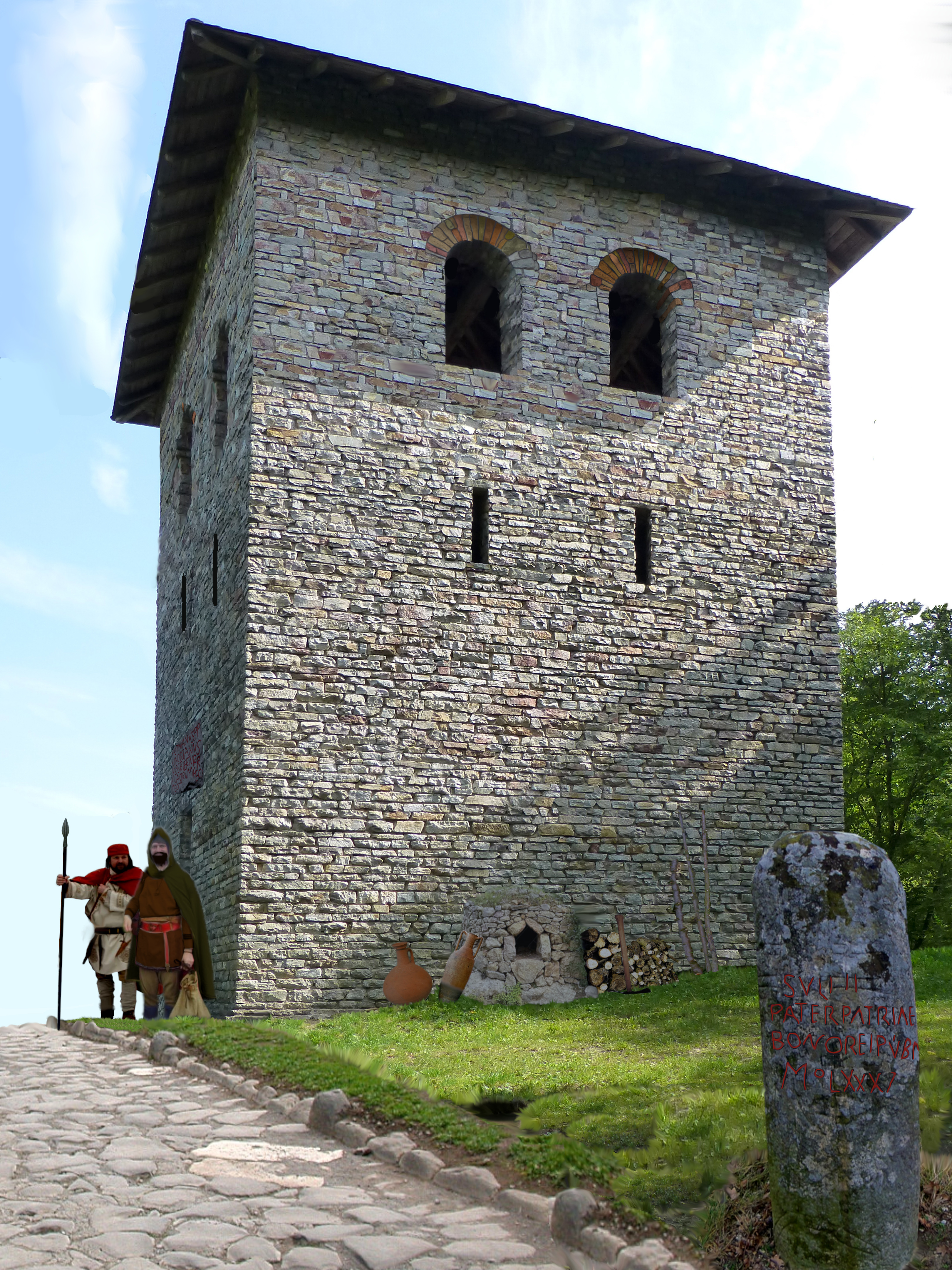
Rekonstruktions- versuch eines spätrömischen Straßenwachturms

Burgus (lateinisch, Plural Burgi) oder auch turris („Turm“) ist eine Bezeichnung für kleinere, turmartige Kastelle der Römischen Kaiserzeit und Spätantike, die teilweise auch mit einem Außenwerk und umlaufenden Gräben versehen waren. Die Herkunft des Begriffes ist nicht genau geklärt, wurde aber in das Lateinische als burg(i)us übernommen. Im Widerspruch zu vorherigen Theorien wurde der Begriff wohl aus dem Lateinischen in das Germanische übernommen, aus welchem sich das heutige Wort „Burg“ entwickelt hat.

## Definition
Das lateinische burgus entstammt derselben Sprachfamilie wie das griechische pýrgos (πύργος, „Turm“ „Mauer“ „Burg“). Es wurde unterschiedlich angewendet, im militärischen Bereich konnte es sowohl einen einzelnen Turm als auch andere kleinere Befestigungen bezeichnen. Die Besonderheit dieses Wortes besteht aber darin, dass ihm eine Funktion zugrunde liegt, in diesem Zusammenhang ist besonders auf den Ausdruck burgus speculatorius (Überwachung) hinzuweisen.
Das Wort Burgus ist oft in lateinischen Texten der Spätantike nachzuweisen: zum Beispiel am Ende des vierten Jahrhunderts bei Flavius Vegetius Renatus in seiner
- epitoma rei militaris (Abriss des Militärwesens) und in den um das Jahr 418 entstandenen
- historiae contra paganos (Geschichten gegen die Heiden) des spanischen Klerikers Orosius.

Beim Burgus von Mittelstrimmig ist die Benennung durch eine Bauinschrift aus dem Jahr 270 bezeugt. Das von den Römern aus dem Germanischen entlehnte Wort ist im militärischen römischen Sprachgebrauch jedoch bereits seit dem Ende des zweiten Jahrhunderts nachweisbar.

## Entwicklung
Ab 369 wurde unter Valentinian I. an den Grenzen ein umfangreiches Festungsbauprogramm in Gang gesetzt, das die Errichtung von zweistöckigen, rechteckigen Wachtürmen (im Durchschnitt acht bis zwölf Meter breit, zehn bis zwölf Meter hoch), sogenannten „Restkastellen“ – in den schon weitgehend von ihren Besatzungen entblößten Limeskastellen – und Getreidespeichern (Horrea) für die Grenztruppen vorsah. Diese Burgi waren im Wesentlichen eine Weiterentwicklung der Limestürme der mittleren Kaiserzeit und bestanden bei den größeren Exemplaren aus einem turmartigen Kernwerk sowie Außenbefestigungen (Wall, Mauer oder Palisade, umgeben von mehreren Gräben). Auffällig bei spätantiken Bauten dieser Art ist besonders die beträchtliche Vergrößerung des zentralen Turmes. Die meisten dieser neuen Befestigungen wurden aber schon um die Mitte des fünften Jahrhunderts wieder aufgegeben oder zerstört. In der Forschung werden allerdings vielerlei spätantike Bauwerke wie kleinere Wachtürme, Kleinkastelle, zivile Refugien an villae rusticae (Gutshöfen) und befestigte Hafenanlagen für Flussschiffe, besonders an Oberrhein und Donau, ebenfalls als Burgi bezeichnet.

## Funktion
Burgi wurden einerseits entlang von Flussgrenzen nachgewiesen, andererseits auch an wichtigen Verkehrsverbindungen („Straßenburgi“), wo sie vor allem für Überwachungsaufgaben, als vorgeschobene Verteidigungsstellung und zur optischen Nachrichtenübermittlung gedient haben dürften. Ihre Besatzungen nahmen Polizeifunktionen auf den Straßen wahr und sorgten für die Aufrechterhaltung der öffentlichen Ruhe und Sicherheit in den Dörfern. Standen die Burgi in Tälern, an deren Ausgängen oder an Flussmündungen, dienten sie als Sperrwerke. Waren sie zwischen zwei Kastellen situiert, wurden sie in Notfällen als Rückzugspunkte verwendet. Größere Anlagen, wie zum Beispiel der Burgus Asperden, dienten wohl auch als Fliehburgen für die umliegende Bevölkerung und als Getreidelager.

## Konstruktionsmerkmale
Ihr Grundriss war normalerweise quadratisch oder rechteckig, in einigen Fällen auch trapezförmig oder rund. Diese Vielfalt war nicht zufällig; quadratische Türme hatten einerseits den Vorteil, in sehr kurzer Zeit errichtet werden zu können, andererseits aber auch den Nachteil, weniger widerstandsfähig gegen den Aufprall von Wurfgeschossen oder Rammböcken zu sein; runde Türme hingegen waren zwar solider, aber ohne die Hilfe ausgebildeter Fachkräfte wesentlich schwerer aufzubauen.
Ländeburgi:
Als besonders spezielle Bauart sind hier auch die spätrömischen „Ländeburgi“ oder „Schiffsländeburgi“ (vgl. hierzu den Begriff Lände) anzuführen. Sie wiesen neben dem stets nahe dem Ufer errichteten rechteckigen Kernwerk zusätzliche, mit Zinnen bewehrte Mauern auf, die zangenartig bis in oder an den Fluss ragten und so auch den Anlegeplatz für Frachtschiffe und Flusspatrouillenboote schützten.
Ein gut erhaltener Ländeburgus ist etwa in Ladenburg am Nicarus (Neckar) gefunden worden. Ebenso ist bei der Burg Stein an der von den Römern neu geschaffenen Weschnitzmündung ein mehrgeschossiger Burgus auf einer Grundfläche von 21,3 mal 15 Metern und eine Schiffsanlegestelle von 42 Metern Länge nachgewiesen (vgl. auch mit dem konstantinischen Burgus Szentendre-Dera). Am nordungarischen Donauburgus Szob der entweder unter Constantius II. (337–360) oder Kaiser Valentinian I. (364–375) entstand, konnte 1989 der Nachweis erbracht werden, dass zumindest einige dieser Bauwerke weiß verputzt gewesen sind. Wie auch an etlichen Stellen der mittelkaiserzeitlichen Limesanlagen in Deutschland hatten Maler anschließend auf diesen Putz mit roter Farbe ein Quadermauerwerk imitiert. Eine weitere Kleinfestung wurde in Trebur-Astheim nahe der Mündung des Schwarzbachs in den Rhein entdeckt und 2003 ausgegraben. Obwohl hier kein originales Mauerwerk erhalten war, konnte durch Methoden der Geomagnetik und Geoelektrik sowie einen Münzfund ein valentinianischer Schiffsländeburgus nachgewiesen werden. Das linksrheinische, spätantike Kastell Altrip könnte in Verbindung mit einem rechtsrheinischen Ländeburgus in Neckarau (damals die Mündung des Neckars in den Rhein) und einem dazwischen gelegenen weiteren „Inselburgus“ einen dauerhaften Rheinübergang als festes Bauwerk oder als Schiffsbrücke gesichert haben.
Manche Forscher stellen allerdings die Existenz solcher „Ländeburgi“ generell in Frage. Dies vor allem im Zusammenhang mit den Anlagen am ungarischen Donauknie, die den Fundplätzen aus Deutschland sehr ähnlich sind, wurde angeführt, dass „in einigen Fällen Mauerreste auf ein geschlossenes Uferkastell hinweisen.“ Zudem wurde bezweifelt, dass es aufgrund der Terraingegebenheiten und besonders der Niveauunterschiede im Bereich des Donauknies möglich gewesen wäre, innerhalb des zum Fluss offenen Mauergevierts ein Hafenbecken anzulegen. Diese Aussage geht davon aus, dass die Ländeburgi ein Hafenbecken innerhalb ihrer Mauern besessen haben, wie es ältere Rekonstruktionsversuche zeigen. Neuere Rekonstruktionen sehen in dem Mauergeviert oft einen sicheren Platz zur Aufbewahrung und Reparatur der Flussfahrzeuge. In diesem Sinne deutete auch der Altphilologe Wilhelm Schleiermacher (1904–1977) den „Innenhof“ dieser Bauten als einen Ort, an dem die Schiffe – vor Feindeinwirkung geschützt – an Land gezogen werden konnten. Wie die Forschungen in Ungarn nahelegen, sind offensichtlich zumindest bei einigen der befestigten Schiffsländen die Flügel- und Zangenmauern mit den Türmen in nachvalentinianischer Zeit aus unbekannten Gründen abgebrochen worden, so dass zuletzt nur noch der eigentliche Burgus-Turm bestand. Auch bei den jüngsten ungarischen Grabungen 1995 und 2002 am Donauknie wurde die Rekonstruktion der Gesamtarchitektur dieser Bauwerke aus den älteren Untersuchungen bestätigt.

## Andere Bedeutungen
Der Terminus burgus fand im Römischen Reich aber auch außerhalb des militärischen Bereiches seine Anwendung. Er bezeichnete hier eine Vereinigung öffentlichen Rechts oder einen Marktflecken, der mit dem Ansatz zur Munizipalität versehen war.